# Garfield (Washington)
Garfield é uma cidade  localizada no estado norte-americano de Washington, no Condado de Whitman.

## Demografia
Segundo o censo norte-americano de 2000, a sua população era de 641 habitantes.
Em 2006, foi estimada uma população de 608, um decréscimo de 33 (-5.1%).

## Geografia
De acordo com o United States Census Bureau tem uma área de
1,7 km², dos quais 1,7 km² cobertos por terra e 0,0 km² cobertos por água. Garfield localiza-se a aproximadamente 772 m acima do nível do mar.

## Localidades na vizinhança
O diagrama seguinte representa as localidades num raio de 24 km ao redor de Garfield.